# BoF
No universo da computação, BoF (do inglês Birds of a Feather, literalmente pássaros da mesma plumagem, em português) pode se referir a:
- Uma discussão informal em grupo. Diferentemente de grupos focais ou grupos de trabalho, BoFs são informais e frequentemente formados com propósitos definidos em torno de um objeto bem definido (Ad hoc).

O acrônimo é usado pela Internet Engineering Task Force (IETF) para se referir a uma discussão inicial de membros interessados num aspecto particular
- Uma sessão BoF (A BoF session), ou seja, um encontro informal numa conferência, onde os participantes se reúnem baseados num interesse comum e discutem sem roteiro prévio.